# Марсі Шор
Марсі Шор (англ. Marci Shore; нар. 1972) — американська історикиня, дослідниця історії Східної Європи, професорка інтелектуальної історії Європи Єльського університету.

## Життєпис
Народилася у 1972 році в Пенсільванії у єврейській родині. Батько — лікар-терапевт, мати — домогосподарка. Має двох молодших братів. Її дідусь Леонард Клікман був серед засновників першої синагоги на Нових Гебридах.
Здобула ступінь магістра в Торонтському університеті (1996), захистила докторат у Стенфордському університеті (2001) та здобула постдокторантську стипендію у Колумбійському університеті; викладала історію та єврейські студії в Індіанському університеті. Станом на 2018 рік викладає в Єльському університеті.
У 2006 опублікувала книгу, «Ікра і попіл», присвячену польським письменникам міжвоєнного періоду зачарованим комуністичною ідеологією (серед героїв — Владислав Броневський, Бруно Ясенський, Александр Ват, Ванда Василевська). Праця була відзначена багатьма нагородами, зокрема престижної Fraenkel Prize, яку присуджують авторам видатних творів з галузі новітньої історії. Остання книжка «The Ukrainian Night: An Intimate History of Revolution», присвячена подіям Революції гідності в Україні, отримала критичні відгуки.
Працює над науковим проєктом, присвяченим феноменології в Центрально-Східній Європі в XX столітті.

## Особисте життя
Чоловік — американський історик Тімоті Снайдер.

## Нагороди
Її книжка, «Caviar and Ashes: A Warsaw Generation's Life and Death in Marxism, 1918—1968», виграла вісім призів і була в коротких списках для декількох інших. Серед них:
- Переможець, 2006 Національна єврейська книжкова премія[en] за східноєвропейські дослідження від Єврейської книжкової ради[en].[11]
- Переможець, 2007 Премія ім. Оскара Галецького з польської/східноєвропейської історії, що її видає Польський інститут мистецтв і наук в Америці[en].
- Співпереможець, 2007 Американська асоціація сприяння слов'янським дослідженням/Книжковий приз від Орбіс за польські дослідження.[12]
- Фіналіст Міжнародна премія Корета за єврейську книгу[en] в категорії «Єврейська думка».[13]

## Доробок

### Книги
- «Taste of Ashes: The Afterlife of Totalitarianism in Eastern Europe» («Смак попілу. Загробне життя тоталітаризму у Східній Європі»), Crown, 2013[14];
- «Caviar and Ashes: A Warsaw Generation's Life and Death in Marxism, 1918—1968» («Ікра і попіл. Життя та смерть Варшавського покоління марксистів, 1918—1968»), Yale University Press, 2006;
- «The Ukrainian Night: An Intimate History of Revolution», Yale University Press, 2018[15].

Українською
- Українська ніч. Історія революції зблизька. Переклад з англ. Олександра Буценко. – Київ: Дух і літера, 2018. – 264 с. ISBN 978-966-378-615-5

### Статті
- «Czysto Babski: A Women's Friendship in a Man's Revolution», East European Politics and Societies;
- «Engineering in the Age of Innocence: A Genealogy of Discourse Inside the Czechoslovak Writer's Union, 1949—1967», East European Politics and Societies;
- «Children of the Revolution: Communism, Zionism, and the Berman Brothers», Jewish Social Studies;
- «Conversing with Ghosts: Jedwabne, Zydokomuna, and Totalitarianism», Kritika: Explorations of Russian and Eurasian History;
- «Tevye's Daughters: Jews and European Modernity», Contemporary European History;
- «When God Died: Symptoms of the East European Avant-Garde-and of Slavoj Zizek», Slovo a smysl/Word and Sense: A Journal of Interdisciplinary Theory and Criticism in Czech Studies;
- «Man liess sie nicht mal ein paar Worte sagen», Frankfurter Allgemeine Zeitung;
- «Za dużo kompromisów. Stop», Газета Виборча, Варшава, 2009;
- «Bardzo krótki pobyt we Lwowie», Газета Виборча, Варшава, 2009;
- «Bóg, wymyślona rzecz», Газета Виборча, Варшава, 2009;
- «Tony Judt (1948—2010)», Zeszyty Literackie, Варшава, 2010;
- «Bezdomni ludzie w potrzaskanym świecie: Hannah Arendt o sprawie żydowskiej», Газета Виборча, Варшава, 2013[16];
- «Surreal Love in Prague», Times Literary Supplement, 2014;
- «Wojenny Lwów. Ludzka lojalność w piekle», Газета Виборча, Варшава, 2014;
- «The Bloody History Between Poland and Ukraine Led to Their Unlikely Solidarity», The New Republic, 2014[17];
- «Reading Tony Judt in Wartime Ukraine», Нью-Йоркер, 2015[18];
- «Rescuing the Yiddish Ukraine», The New York Review of Books, 2014[19]
- «Finaliści Nagrody Moczarskiego 2016: Ola Hnatiuk o wojennym Lwowie», Газета Виборча, Варшава, 2016[20];
- «The Bard of Eastern Ukraine, Where Things are Falling Apart», Нью-Йоркер, 2016[21];
- «The Poet Laureate of Hybrid War», Foreign Policy, 2017[22];

Українською
- Рятуючи юдейську Україну [Архівовано 11 січня 2018 у Wayback Machine.] // Критика. — 2014, № 3-4
- «Привид блукає Європою…»: дисиденти, інтелектуали і нове покоління [Архівовано 12 листопада 2018 у Wayback Machine.] // Критика. — 2016, № 9-10.